# Karl August Gottlieb Keil

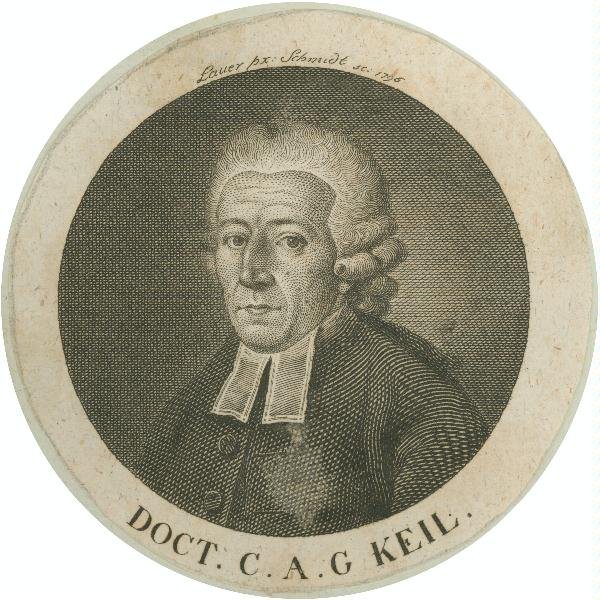
Karl August Gottlieb Keil. Stich von Johann Gottfried Schmidt (1796)

Karl August Gottlieb Keil, (* 23. April 1754 in Großenhain; † 22. April 1818 in Leipzig) war ein deutscher evangelischer Theologe.

## Leben
Der Sohn eines Akzise-Inspektors verlor bereits im vierten Lebensjahr beide Eltern. Er wuchs dann bei Verwandten auf, die seine Pflege übernahmen. Mit zehn Jahren kam er nach Leipzig, wo er später auch die Nikolaischule besuchte. Im Anschluss wechselte er 1773 an die Universität Leipzig, wo er zunächst an der philosophischen Fakultät seine Grundstudien absolvierte und diese 1778 mit der Erlangung des akademischen Grades eines Magisters vollendete. Nachdem er in Leipzig als Hauslehrer drei Jahre gearbeitet hatte, erwarb er 1781 als Magister legens die Lehrerlaubnis für Universitäten und hielt als Privatdozent philosophische und exegetische Vorlesungen.
1785 erlangte Keil mit dem Erwerb des Baccalaureus der Theologie Zugang zur Theologischen Fakultät der Leipziger Hochschule, wo er Vorlesungen über Theologische Ethik hielt. Im gleichen Jahr wurde ihm eine außerordentliche Professur der Philosophie an der Leipziger Hochschule übertragen; 1787 die außerordentliche Professur der Theologie. Damit verbunden wurde er Frühprediger an der Paulinerkirche. Nachdem der Wittenberger Theologieprofessor Franz Volkmar Reinhard als Oberhofprediger nach Dresden gewechselt war, kam er als erster Aspirant für dessen Stelle an der Universität Wittenberg in Frage.
Da jedoch sein Lehrer Samuel Friedrich Nathanael Morus gestorben war, trat er von der Bewerbung zurück und wurde 1793 als Konsistorialassessor, Inhaber der vierten ordentlichen Professur der Theologie in Leipzig. 1799 stieg er in die dritte Professur auf, erlangte 1805 die zweite Professur und wurde 1815 Primarius der theologischen Fakultät. Während seiner akademischen Zeit übernahm er auch organisatorische Aufgaben an der Leipziger Hochschule und war mehrfach zum Rektor der Einrichtung gewählt worden.
Als theologischer Vertreter des Rationalismus setzte er das Werk seines Vorgängers Morus fort und schlug dabei einen Weg in die systematische Theologie ein. Sein Hauptwerk bildete das Lehrbuch der Hermeneutik des neuen Testaments nach Grundsätzen der grammatisch-historischen Interpretation, in dem er exakt die neutestamentliche Wissenschaft interpretierte. In seiner gesamten Schaffenszeit brachte er jedoch nichts nachhaltig Wichtiges oder bahnbrechend Veränderndes hervor.